# 판즈이
판즈이(중국어: 范志毅, 병음: Fàn Zhìyì, 1969년 11월 6일 상하이시 양푸 구 ~ )는 중국의 전 축구 선수이자 현 축구 지도자로 현재 상하이 선화 2군팀의 감독으로 재직 중이며 중국 축구의 영웅이다. 상하이 선화로 들어가기 전까지 중국 U-23 축구 국가대표팀에서 성공적인 플레이를 보였다.
1994년부터 1998년까지 상하이 선화 소속으로 뛰었고 1998년 쑨지하이와 함께 잉글랜드 풋볼 리그 1부의 크리스털 팰리스로 이적하면서 중국 선수로는 처음으로 잉글랜드 축구 팀 소속으로 활동하였다. 그 후 2001년 스코틀랜드 프리미어리그의 던디로 이적하였으며 2002년 3월 상하이 인터내셔널로 임대 이적하였다.
2002년 11월 카디프 시티로 이적했고 2003년 10월에 불러 레인저스로 이적하면서 선수와 코치를 겸임하였다. 2004년 주하이 중방으로 이적했으며 2005년 불러 레인저스로 복귀하였다. 2006년 현역 은퇴하였으며 2006년부터 2007년까지 쑤저우 푸시의 기술 감독 겸 코치, 2008년부터 2009년까지 상하이 둥야의 청소년 팀 감독을 맡았다. 2010년부터 현재까지 상하이 둥야의 감독을 맡고 있다.
2001년 아시아 축구 연맹이 선정한 아시아 올해의 축구 선수로 선정되었으며 2002년 FIFA 월드컵에서 중국 대표팀에 출전했다.

## 같이 보기
- A매치 100경기 이상 출전한 축구 선수 명단